# Heinrich von Rodenstein
Heinrich Joseph Überbruck Freiherr von Rodenstein (* 15. Juli 1769 in Bensheim; † 28. September 1857 ebenda) war ein hessischer Gutsbesitzer und Politiker und ehemaliger Abgeordneter der 2. Kammer der Landstände des Großherzogtums Hessen.

## Familie
Heinrich von Rodenstein war der Sohn des kurpfälzischen Hofgerichtsrates Franz Joseph Heinrich Adam Überbruck Freiherr von Rodenstein (1740–1785) und dessen Frau Anna Walburga Regine Franziska geborene Freiin von Thünefeld (1744–1813). Im Jahr 1800 heiratete Heinrich von Rodenstein Anna Otilie geborene Gräfin von Freyen-Seyboltstorff (1779–1859): aus der Ehe gingen hervor:
- August Josef Überbruck von Rodenstein (1801–1885)
- Luise Marie Überbruck von Rodenstein (1803–1866)
- Ernestine Überbruck von Rodenstein (1805–1901)
- Albert Franz Überbruck von Rodenstein (1806–1891), K.K. Hauptmann
- Franziska Christine Henriette Überbruck von Rodenstein (* 1809)
- Maximilian Joseph Überbruck von Rodenstein (1810–1903), Ministerialrat, Geheimer Rat
- Helene Marie Ferdinande Überbruck von Rodenstein (1813–1875)
- Emanuel Eduard Heinrich Maria Überbruck von Rodenstein (1814–1892)

## Ausbildung und Beruf
Heinrich von Rodenstein war Gutsbesitzer in Bensheim (der Rodensteiner Hof) und kurtrierischer Kammerherr.

## Politik
In der 1. bis 5. Wahlperiode (1820–1833) war er Abgeordneter der zweiten Kammer der Landstände des Großherzogtums Hessen. In den Landständen vertrat er den grundherrlichen Adel. Er vertrat konservative Positionen. Im Landtag gehörte er dem III. Ausschuss an.